# Cúp AFC 2012
AFC Cup 2012 là phiên bản thứ 9 của AFC Cup, được tổ chức bởi Liên đoàn bóng đá châu Á (AFC) cho các câu lạc bộ đến từ các hiệp hội của các quốc gia "đang phát triển" ở châu Á.
Al-Kuwait của Kuwait giành chức vô địch Cúp AFC thứ hai của họ trong 4 năm sau khi đánh bại Erbil của Iraq với tỉ số 4–0 trong trận chung kết.

## Phân bổ đội của các hiệp hội
Sau đây là các suất tham dự AFC Cup 2012 được công bố bởi AFC vào tháng 11 năm 2011. Bốn hiệp hội (Yemen, Malaysia, Maldives, Myanmar) với số điểm thấp nhất theo bảng xếp hạng của AFC có một suất vào vòng bảng và một suất vào vòng loại.
| Xếp hạng | Hiệp hội thành viên                             | Điểm  | Suất dự   | Suất dự   |
| Xếp hạng | Hiệp hội thành viên                             | Điểm  | Vòng bảng | Vòng loại |
| -------- | ----------------------------------------------- | ----- | --------- | --------- |
| —        | Đội thua vòng loại AFC Champions League 2012[A] | —     | 2         | 0         |
| 1        | Kuwait                                          | 35.32 | [B]3[B]   | 0         |
| 2        | Jordan                                          | 33.47 | 2         | 0         |
| 3        | Syria                                           | 30.28 | 2         | 0         |
| 4        | Iraq                                            | 28.98 | 2         | 0         |
| 5        | Bahrain                                         | 28.13 | [C]0[C]   | 0         |
| 7        | Oman                                            | 20.68 | 2         | 0         |
| 11       | Li Băng                                         | 15.09 | 2         | 0         |
| 12       | Ấn Độ                                           | 11.75 | 2         | 0         |
| 13       | Yemen                                           | 11.02 | 1         | 1         |
| 15       | Maldives                                        | 9.13  | 1         | 1         |
| Tổng     | Tổng                                            | Tổng  | 19        | 2         |

| Xếp hạng | Hiệp hội thành viên                             | Điểm  | Suất dự   | Suất dự   |
| Xếp hạng | Hiệp hội thành viên                             | Điểm  | Vòng bảng | Vòng loại |
| -------- | ----------------------------------------------- | ----- | --------- | --------- |
| —        | Đội thua vòng loại AFC Champions League 2012[A] | —     | [G]2[G]   | 0         |
| 6        | Việt Nam                                        | 24.16 | 2         | 0         |
| 8        | Indonesia                                       | 17.58 | [D]1[D]   | 0         |
| 9        | Singapore                                       | 16.51 | 2         | 0         |
| 10       | Hồng Kông                                       | 15.68 | 2         | 0         |
| 14       | Malaysia[E]                                     | 10.79 | [G]1[G]   | [G]1[G]   |
| 16       | Myanmar[F]                                      | 5.47  | [G]1[G]   | [G]1[G]   |
| Tổng     | Tổng                                            | Tổng  | [G]11[G]  | [G]2[G]   |

Chú thích
- A  Khác với các mùa giải trước đây, các đội thua bán kết vòng loại AFC Champions League cũng được tham dự AFC Cup, từ mùa giải 2012 chỉ các đội thua chung kết vòng loại AFC Champions League được tham dự AFC Cup.[4]
- B  Kuwait có ba đội tham dự vì Al-Kuwait, đội á quân AFC Cup 2011 không đáp ứng các tiêu Chí cần thiết của AFC để tham dự AFC Champions League 2012, và do đó tự động lọt vào AFC Cup 2012.[4]
- C  Bahrain, trong khi đủ điều kiện tham gia AFC Cup, đã chọn không tham dự giải đấu năm 2012.[4]
- D  Indonesia chỉ có một đội tham dự vì đội vô địch giải quốc nội của họ tham dự vòng loại AFC Champions League 2012.[4]
- E  Malaysia trở lại giải đấu, sau khi không tham dự năm 2011.[6]
- F  Myanmar chuyển từ AFC President's Cup lên AFC Cup,[7] và được phê duyệt bởi AFC vào tháng 11 năm 2011,[4] và lần đầu tiên tham dự giải đấu.[5]
- G  Sau khi Liêu Ninh Hoành Vận bỏ cuộc và Persipura Jayapura bị loại khỏi AFC Champions League 2012, chỉ còn ba đội, nghĩa là chỉ có một đội thua chung kết vòng loại ACL tham dự AFC Cup ở khu vực Đông Á. Do đó, không thể có vòng loại cho khu vực Đông Á và các đại diện thứ hai của Malaysia (Terengganu) và Myanmar (Ayeyawady United), ban đầu tham dự vòng loại AFC Cup, tự động lọt vào vòng bảng. Persipura Jayapura sau đó đã được trở lại AFC Champions League 2012, nhưng AFC quyết định đội thua trận đấu vòng loại giữa Adelaide United và Persipura Jayapura sẽ không lọt vào vòng bảng AFC Cup 2012.[8]

## Các đội tham dự
Có tổng cộng 33 đội tham dự AFC Cup 2012, trong đó có 3 đội tham dự với tư cách là đội thua vòng loại AFC Champions League 2012:
- 31 đội (19 ở Khu vực Tây Á, 12 ở Khu vực Đông Á) lọt vào vòng bảng.
- 2 đội (ở Khu vực Tây Á) tham dự vòng loại. Đội thắng lọt vào vòng bảng.

Chú thích:
- TH: Đương kim vô địch
- RU: Đương kim á quân
- 1st, 2nd, 3rd,...: Vị trí tại giải quốc nội
- CW: Đội vô địch cúp quốc gia
- PW: Đội thắng play-off dự AFC Cup cuối mùa
- ACL Q: Đội thua vòng loại AFC Champions League

| Tây Á                  | Tây Á                 | Tây Á             | Tây Á                  | Tây Á                    |
| ---------------------- | --------------------- | ----------------- | ---------------------- | ------------------------ |
| Al-KuwaitRU            | Al-Faisaly (2nd)      | Erbil (2nd)       | Safa (2nd)             | Al-Oruba (1st)           |
| Al-Qadsia (1st)        | Al-Shorta (PW)        | Al-Suwaiq (1st)   | Salgaocar (1st, CW)    | Neftchi Farg'ona (ACL Q) |
| Kazma (CW)             | Al-Ittihad (CW)       | Al-Oruba (2nd)†   | East Bengal (2nd)      | Al-Ettifaq (ACL Q)       |
| Al-Wehdat (1st, CW)    | Al-Zawra'a (1st)      | Al-Ahed (1st, CW) | VB (1st, CW)           |                          |
| Đông Á                 |                       |                   |                        |                          |
| Sông Lam Nghệ An (1st) | Tampines Rovers (1st) | Citizen (PW)      | Yangon United (1st)    |                          |
| Navibank Sài Gòn (CW)  | Home United (CW)      | Kelantan (1st)    | Ayeyawady United (2nd) |                          |
| Arema (2nd)            | Kiệt Chí (1st)        | Terengganu (CW)   | Chonburi (ACL Q)       |                          |

| Tây Á         | Tây Á          | Tây Á | Tây Á | Tây Á |
| ------------- | -------------- | ----- | ----- | ----- |
| Victory (2nd) | Al-Tilal (2nd) |       |       |       |

Chú thích
- † Al-Oruba là đại diện thứ hai của Oman, thay cho Dhofar (CW).

## Vòng loại
Lễ bốc thăm vòng loại diễn ra tại Kuala Lumpur, Malaysia vào ngày 6 tháng 12 năm 2011. Đội thắng lọt vào vòng bảng.
| Đội 1   | Tỉ số | Đội 2    |
| Tây Á   | Tây Á | Tây Á    |
| ------- | ----- | -------- |
| Victory | 3–41  | Al-Tilal |

Chú thích
- 1: Do khủng hoảng chính trị tại Yemen, AFC quyết định chuyển địa điểm từ Aden, Yemen đến Malé, Maldives.[11]

## Vòng bảng

### Bảng A
| Đội        | ST | T | H | B | BT | BB | HS | Đ  |  | QAD | SUW | FAI | ITT |
| ---------- | -- | - | - | - | -- | -- | -- | -- |  | --- | --- | --- | --- |
| Al-Qadsia  | 6  | 3 | 1 | 2 | 14 | 7  | +7 | 10 |  |     | 2–0 | 1–2 | 5–2 |
| Al-Suwaiq  | 6  | 3 | 1 | 2 | 8  | 9  | −1 | 10 |  | 1–5 |     | 0–0 | 2–0 |
| Al-Faisaly | 6  | 2 | 3 | 1 | 10 | 7  | +3 | 9  |  | 1–1 | 2–3 |     | 1–1 |
| Al-Ittihad | 6  | 1 | 1 | 4 | 5  | 14 | −9 | 4  |  | 1–0 | 0–2 | 1–4 |     |

1. 1 2  Điểm đối đầu: Al-Qadsia 6, Al-Suwaiq 0.

Chú thích
- 1: Do khủng hoảng chính trị tại Syria, AFC quyết định các câu lạc bộ Syria sẽ chơi các trận sân nhà của họ trên sân trung lập.[12]

### Bảng B
| Đội         | ST | T | H | B | BT | BB | HS  | Đ  |  | ERB | KAZ | ORU | KEB |
| ----------- | -- | - | - | - | -- | -- | --- | -- |  | --- | --- | --- | --- |
| Erbil       | 6  | 4 | 2 | 0 | 11 | 5  | +6  | 14 |  |     | 1–1 | 2–1 | 2–0 |
| Kazma       | 6  | 3 | 2 | 1 | 10 | 6  | +4  | 11 |  | 1–2 |     | 1–1 | 3–0 |
| Al-Oruba    | 6  | 2 | 2 | 2 | 10 | 8  | +2  | 8  |  | 2–2 | 1–2 |     | 4–1 |
| East Bengal | 6  | 0 | 0 | 6 | 2  | 14 | −12 | 0  |  | 0–2 | 1–2 | 0–1 |     |

Chú thích
- 2: Do khủng hoảng chính trị tại Yemen, AFC quyết định các câu lạc bộ Yemen sẽ chơi các trận sân nhà của họ trên sân trung lập.[12]

### Bảng C
| Đội        | ST | T | H | B | BT | BB | HS  | Đ  |  | ETT | KUW | AHE | VB  |
| ---------- | -- | - | - | - | -- | -- | --- | -- |  | --- | --- | --- | --- |
| Al-Ettifaq | 6  | 4 | 2 | 0 | 18 | 7  | +11 | 14 |  |     | 2–2 | 0–0 | 2–0 |
| Al-Kuwait  | 6  | 3 | 2 | 1 | 17 | 10 | +7  | 11 |  | 1–5 |     | 1–0 | 7–1 |
| Al-Ahed    | 6  | 2 | 1 | 3 | 7  | 11 | −4  | 7  |  | 1–3 | 0–4 |     | 5–3 |
| VB         | 6  | 0 | 1 | 5 | 9  | 23 | −14 | 1  |  | 3–6 | 2–2 | 0–1 |     |

### Bảng D
| Đội              | ST | T | H | B | BT | BB | HS | Đ  |  | WEH | NEF | ORU | SAL |
| ---------------- | -- | - | - | - | -- | -- | -- | -- |  | --- | --- | --- | --- |
| Al-Wehdat        | 6  | 4 | 0 | 2 | 15 | 9  | +6 | 12 |  |     | 3–1 | 2–1 | 5–0 |
| Neftchi Farg'ona | 6  | 3 | 2 | 1 | 11 | 7  | +4 | 11 |  | 2–1 |     | 3–1 | 3–0 |
| Al-Oruba         | 6  | 2 | 1 | 3 | 8  | 10 | −2 | 7  |  | 4–2 | 0–0 |     | 1–0 |
| Salgaocar        | 6  | 1 | 1 | 4 | 6  | 14 | −8 | 4  |  | 1–2 | 2–2 | 3–1 |     |

### Bảng E
| Đội        | ST | T | H | B | BT | BB | HS  | Đ  |  | SHO | ZAW | SAF | TIL |
| ---------- | -- | - | - | - | -- | -- | --- | -- |  | --- | --- | --- | --- |
| Al-Shorta  | 6  | 5 | 0 | 1 | 14 | 6  | +8  | 15 |  |     | 3–2 | 3–2 | 3–0 |
| Al-Zawra'a | 6  | 4 | 0 | 2 | 12 | 5  | +7  | 12 |  | 2–1 |     | 1–0 | 5–0 |
| Safa       | 6  | 3 | 0 | 3 | 6  | 7  | −1  | 9  |  | 0–2 | 1–0 |     | 1–0 |
| Al-Tilal   | 6  | 0 | 0 | 6 | 1  | 15 | −14 | 0  |  | 0–2 | 0–2 | 1–2 |     |

Chú thích
- 3: Do khủng hoảng chính trị tại Yemen, AFC quyết định các câu lạc bộ Yemen sẽ chơi các trận sân nhà của họ trên sân trung lập.[12]
- 4: Do khủng hoảng chính trị tại Syria, AFC quyết định các câu lạc bộ Syria sẽ chơi các trận sân nhà của họ trên sân trung lập.[12]

### Bảng F
| Đội              | ST | T | H | B | BT | BB | HS | Đ  |  | KIT | TER | SNA | TAM |
| ---------------- | -- | - | - | - | -- | -- | -- | -- |  | --- | --- | --- | --- |
| Kiệt Chí         | 6  | 3 | 2 | 1 | 9  | 4  | +5 | 11 |  |     | 2–2 | 2–0 | 3–1 |
| Terengganu       | 6  | 3 | 1 | 2 | 10 | 8  | +2 | 10 |  | 0–2 |     | 6–2 | 0–2 |
| Sông Lam Nghệ An | 6  | 2 | 1 | 3 | 6  | 9  | −3 | 7  |  | 1–0 | 0–1 |     | 3–0 |
| Tampines Rovers  | 6  | 1 | 2 | 3 | 3  | 7  | −4 | 5  |  | 0–0 | 0–1 | 0–0 |     |

### Bảng G
| Đội           | ST | T | H | B | BT | BB | HS | Đ  |  | CHO | HOM | CIT | YAN |
| ------------- | -- | - | - | - | -- | -- | -- | -- |  | --- | --- | --- | --- |
| Chonburi      | 6  | 4 | 2 | 0 | 10 | 5  | +5 | 14 |  |     | 1–0 | 2–0 | 1–0 |
| Home United   | 6  | 3 | 1 | 2 | 9  | 6  | +3 | 10 |  | 1–2 |     | 3–1 | 3–1 |
| Citizen       | 6  | 2 | 1 | 3 | 9  | 12 | −3 | 7  |  | 3–3 | 1–2 |     | 2–1 |
| Yangon United | 6  | 0 | 2 | 4 | 4  | 9  | −5 | 2  |  | 1–1 | 0–0 | 1–2 |     |

### Bảng H
| Đội              | ST | T | H | B | BT | BB | HS | Đ  |  | KEL | ARE | NVB | AYE |
| ---------------- | -- | - | - | - | -- | -- | -- | -- |  | --- | --- | --- | --- |
| Kelantan         | 6  | 4 | 1 | 1 | 10 | 5  | +5 | 13 |  |     | 3–0 | 0–0 | 1–0 |
| Arema            | 6  | 2 | 1 | 3 | 12 | 12 | 0  | 7  |  | 1–3 |     | 6–2 | 1–1 |
| Navibank Sài Gòn | 6  | 2 | 1 | 3 | 10 | 12 | −2 | 7  |  | 1–2 | 3–1 |     | 4–1 |
| Ayeyawady United | 6  | 2 | 1 | 3 | 7  | 10 | −3 | 7  |  | 3–1 | 0–3 | 2–0 |     |

1. 1 2 3  Điểm đối đầu: Arema 7, Navibank Sài Gòn 6, Ayeyawady United 4.

## Vòng loại trực tiếp

### Vòng 16 đội
Các trận đấu của vòng 16 đội đã được quyết định dựa trên kết quả ở vòng bảng. Các trận đấu chơi theo thể thức một lượt, được tổ chức trên sân của đội nhất bảng này (Đội 1) đấu với đội nhì bảng khác (Đội 2).
| Đội 1      | Tỉ số                | Đội 2            |
| ---------- | -------------------- | ---------------- |
| Al-Qadsia  | 1–1 (s.h.p.) (1–3 p) | Al-Kuwait        |
| Al-Ettifaq | 1–0                  | Al-Suwaiq        |
| Erbil      | 4–0                  | Neftchi Farg'ona |
| Al-Wehdat  | 2–1 (s.h.p.)         | Kazma            |
| Al-Shorta  | 3–0                  | Home United      |
| Chonburi   | 1–0                  | Al-Zawra'a       |
| Kiệt Chí   | 0–2                  | Arema            |
| Kelantan   | 3–2                  | Terengganu       |

### Tứ kết
Lễ bốc thăm vòng tứ kết, bán kết, chung kết diễn ra tại Kuala Lumpur, Malaysia vào ngày 14 tháng 6 năm 2012. Lễ bốc thăm xác định các trận đấu cho vòng tứ kết và bán kết cũng như chủ nhà trận chung kết.
| Đội 1     | TTS | Đội 2      | Lượt đi | Lượt về      |
| --------- | --- | ---------- | ------- | ------------ |
| Al-Kuwait | 3–0 | Al-Wehdat  | 0–0     | 3–0          |
| Arema     | 0–4 | Al-Ettifaq | 0–2     | 0–2          |
| Erbil     | 6–2 | Kelantan   | 5–1     | 1–1          |
| Chonburi  | 5–4 | Al-Shorta  | 1–2     | 4–2 (s.h.p.) |

### Bán kết
| Đội 1     | TTS | Đội 2      | Lượt đi | Lượt về |
| --------- | --- | ---------- | ------- | ------- |
| Al-Kuwait | 6–1 | Al-Ettifaq | 4–1     | 2–0     |
| Erbil     | 8–2 | Chonburi   | 4–1     | 4–1     |

### Chung kết
Trận chung kết AFC Cup 2012 được tổ chức trên sân của một trong hai đội vào đến trận chung kết, được xác định bởi bốc thăm. Theo như lễ bốc thăm vào ngày 14 tháng 6 năm 2012, đội thắng bán kết 2 sẽ là chủ nhà trận chung kết. Do đó, Erbil là đội chủ nhà.
| Erbil | 0–4    | Al-Kuwait                                            |
| ----- | ------ | ---------------------------------------------------- |
|       | Report | Hammami 3' (ph.đ.), 90' · Rogerinho 42' · Khamis 83' |

| Vô địch AFC Cup 2012 Al-Kuwait Lần thứ hai |

## Các cầu thủ ghi bàn hàng đầu
| Xếp hạng | Cầu thủ             | Câu lạc bộ       | MD1 | MD2 | MD3 | MD4 | MD5 | MD6 | R16 | QF1 | QF2 | SF1 | SF2 | 0 F 0 | Tổng |
| -------- | ------------------- | ---------------- | --- | --- | --- | --- | --- | --- | --- | --- | --- | --- | --- | ----- | ---- |
| 1        | Amjad Radhi         | Erbil            |     | 1   | 1   |     |     | 1   | 1   | 1   |     | 2   | 2   |       | 9    |
| 1        | Raja Rafe           | Al-Shorta        | 2   | 2   | 1   |     | 1   | 2   | 1   |     |     |     |     |       | 9    |
| 3        | Mohammed Ghaddar    | Kelantan         |     | 1   | 3   | 2   | 1   |     |     |     | 1   |     |     |       | 8    |
| 3        | Sebastián Tagliabué | Al-Ettifaq       | 3   |     | 3   |     | 2   |     |     |     |     |     |     |       | 8    |
| 3        | Edison Fonseca      | Navibank Sài Gòn |     | 3   | 3   |     | 1   | 1   |     |     |     |     |     |       | 8    |
| 6        | Rogerinho           | Al-Kuwait        | 1   |     | 1   |     |     | 1   | 1   |     | 1   |     | 1   | 1     | 7    |
| 7        | Mahmoud Shelbaieh   | Al-Wehdat        | 1   | 1   | 1   | 1   | 2   |     |     |     |     |     |     |       | 6    |
| 7        | Abdulhadi Khamis    | Al-Kuwait        |     | 1   | 2   |     |     | 1   |     |     |     |     | 1   | 1     | 6    |
| 9        | Ahmed Hayel         | Al-Faisaly       |     |     | 1   | 1   | 2   | 1   |     |     |     |     |     |       | 5    |
| 9        | Yousef Nasser       | Kazma            |     | 1   | 1   | 1   | 1   |     | 1   |     |     |     |     |       | 5    |
| 9        | Pipob On-Mo         | Chonburi         |     |     |     | 1   |     | 1   | 1   |     | 1   | 1   |     |       | 5    |

Chú thích: Bàn thắng ghi được ở vòng loại không được tính.
Nguồn: